# СТС Медиа
«СТС Ме́диа» (до 14 сентября 2004 года — Story First Communications) — российский медиахолдинг. Занимается производством телепередач, кино и мультфильмов. Основан в 1989 году, первый одноимённый телеканал запущен в России в 1996 году. Штаб-квартира располагается в Москве.

## История

### Создание и развитие компании
Продюсерская компания Story First Communications была зарегистрирована американским предпринимателем Питером Герви в 1989 году в штате Калифорния, США. В 1991 году компания выступила соучредителем российско-американской радиостанции Maximum. В 1992 году Story First приобрела 50 % акций «Шестого канала» в Санкт-Петербурге, через два года «Шестой канал» начал спутниковое вещание в режиме суперстанции: программы смогли видеть зрители некоторых других регионов, например, в Москве передачи ретранслировал канал AMTV («Марафон-ТВ»). С 1996 года «Шестой канал» стал одной из базовых станций первой российской федеральной телесети «СТС».
Вещание развлекательного канала СТС в Москве началось 1 декабря 1996 года, уже на следующий год «Альфа-Групп» выкупает долю в телеканале. В 1999—2000 годах, реагируя на резкое ухудшение финансовых показателей из-за кризиса на рекламном рынке, компания продала доли в украинском телеканале ICTV, сократила иностранный персонал и привлекла дополнительный долговой и акционерный капитал от LNC (СП ЛогоВАЗ и News Corp). 15 сентября 2004 года в ходе подготовки к IPO на американской бирже Nasdaq и приобретения акций московского телеканала «М1» холдинг переименован в «СТС Медиа».
6 марта 2005 года помимо канала СТС начинает вещать первый общероссийский эфирный тематический канал «Домашний». IPO компании на бирже прошло 1 июня 2006 года, холдинг разместил 16,38 % акций по цене 14 $ за штуку (таким образом, акционеры привлекли 345,9 млн $). Своего пика капитализация холдинга достигла в конце 2007 года, когда рыночная стоимость компании превышала 4,5 млрд $.
В 2006 года «СТС Медиа» купили самарскую городскую телекомпанию «Орион» для использования её частоты вещания, в 2011-м — самарскую региональную телекомпанию «РИО». В декабре 2007 года медиахолдинг выкупает две телепроизводственные компании: «Сохо Медиа» за 10 млн $ и продюсерскую фирму Константина Кикичева «КостаФильм» за 40 млн $. На базе этих студий в июле 2011 года создаётся объединённая производственная компания Story First Production, её расформируют в декабре 2013 года.
В 2008 году «СТС Медиа» выходит на рынок стран СНГ. В феврале за 65 млн $ приобретает 20 % акций казахстанского «31 канала», после чего канал начинает вещание в формате «СТС» (в 2023 году был продан). Сразу после этого в Узбекистане холдинг совместно с «Терра групп» создаёт вещательную компанию «Соф ТС» (быстро становится убыточной и в 2010 году продаётся). В апреле 2008-го медиахолдинг приобрёл телеканал «ДТВ» у своего акционера — шведской компании Modern Times Group, в октябре 2011 года сделал его ребрендинг на «Перец» и сменил контент, а уже в ноябре 2015 года на его месте был запущен «Че». С октября 2008 года в Молдавии запущен телеканал «СТС Mega», после того, как медиахолдинг приобрёл 51 % в уставном капитале группы вещательных компаний: Teledixi SRL и Muzic Ramil SRL (стоимость сделки составила 4,1 млн $), но уже в конце 2014 года телеканал продан.
21 декабря 2009 года «СТС Медиа» запустил в Америке кабельный канал «СТС International» — международную версию телеканала «СТС». С июня 2010 года «СТС International» работает в Израиле, с марта 2011 года — в Германии, с октября — в Латвии, Литве и Эстонии. В феврале 2012 года канал доступен в Казахстане, с апреля — в Киргизии, с мая — в Армении, Грузии и Азербайджане, с июля 2012 — в Таиланде.
В сентябре 2010 года холдинг «CTC Медиа» создал собственное российское агентство «ЭвереСТ-С» по продаже рекламы на своих каналах. В декабре 2010 года компания запустила социальную телевизионную сеть Videomore.ru с легальный доступ к контенту телеканалов «СТС Медиа» (c 2012 года на платформе были доступны проекты каналов, принадлежащих «Национальной Медиа Группе»: «Пятого канала», «РЕН ТВ», с 2017 года — «Россия-1» и «Ю»). В октябре 2011 года «CTC Медиа» открыл женский портал Domashniy.ru.
15 октября 2013 года холдинг начал вещание «Перец International» — международной версии телеканала «Перец» — сначала в кабельных сетях Республики Беларусь, а с января 2014 года в Киргизии. 14 февраля 2014 года холдинг запустил телеканал «CTC Love», его сетка изначально составлялась из архивной библиотеки «СТС» и телепрограмм собственного производства. Сначала канал вещал только в кабельных и спутниковых сетях, затем получил несколько региональных лицензий на наземное эфирное вещание. Летом 2014 года холдинг впервые объявил о подготовке к запуску детского телеканала «СТС Kids», но запустил только 6 июля 2018 года.

### Рост холдинга, сделка с «ЮТВ»
Весной 2011 года рыночная оценка компании составляла почти 1,8 млрд $, цена приобретения 25,2 % акций составила 1,1 млрд $. В 2011-м компания Telcrest выкупила пакет, принадлежавший «Альфа-групп».
В конце 2014 года крупнейшим акционером «СТС Медиа» была шведская компания Modern Times Group, державшая 37,9 % акций, ещё 25,2 % было у кипрской компании Telcrest, остальные 36 % находились в свободном обращении на американской бирже Nasdaq, бо́льшая часть этих портфельных инвесторов также не были российскими. Новые поправки в закон о СМИ, ограничивающие иностранный капитал в российских медиа, привёл к очередной крупной реструктуризации холдинга. Совет директоров «СТС Медиа» начал рассматривать продажу всех или существенной части бизнесов, а также почти всей иностранной доли акций компании. Сделку готовила гендиректор Юлиана Слащёва.
Летом 2015 года «СТС Медиа» получил предложение от «ЮТВ» (медиакомпания Алишера Усманова и Ивана Таврина) выкупить иностранную долю. Владельцы холдинга хотели рассмотреть все доступные варианты продажи активов, но «ЮТВ» получил в июле гарантию на эксклюзивное право вести переговоры о покупке 75 % (всё, помимо акций Telcrest) доли операционного бизнеса в России и Казахстане — это российская «дочка» ООО «СТС Инвестментс», куда холдинг незадолго до этого перевёл свои активы, включая эфирные каналы «СТС», «Домашний», «Перец», «CTC Love» и «31 канал». Договор действовал до 31 августа. В июле «СТС Медиа» получил от «ЮТВ» необязывающее предложение, стоимостью 200 млн $. «Ведомости» отмечает, что предложение «ЮТВ» оказалось единственным для холдинга. Юлиана Слащёва призвала акционеров проголосовать за этих покупателей. Сделка была закрыта в конце 2015 года за 193 млн $ (14 млрд ₽ по курсу на момент сделки), медиахолдинг ушёл с биржи.
В январе 2015 года медиахолдинг купил контрольный пакет производителя видеоконтента Caramba TV, управляющего одноимённым порталом. Сумма сделки составила 150 млн ₽. В марте 2016 года «СТМ медиа» запустили «Домашний International» — международную версию телеканала «Домашний» — в кабельных сетях Белоруссии, Молдавии, Грузии, Армении, Азербайджана, Киргизии и стран Европы.
В 2017-м Усманов продал свою 58,29%-долю в «ЮТВ» Таврину, а уже в декабре 2018-го холдинг «ЮТВ» (Иван Таврин) продала свои 75%-долю «СТС Медиа» компании АО «Медиа инвестиции». Размер сделки составил 269 млн $ (18 млрд ₽ по курсу ЦБ на день сделки). Доли сделки не раскрывались.

### Современность
С 2018 года «СТС Медиа» выступает соорганизатором российского отборочного этапа International Emmy Awards, а директор Муругов участвует в жюри: первый конкурс состоялся в Москве, второй — в Санкт-Петербурге (2019), третий — онлайн из-за ковида (2020), четвёртый — снова в столице (2021).
В январе 2018 года холдинг стал миноритарным владельцем киностудии «Водород» — эксклюзивный партнёр «СТС Медиа» по кинопроизводству. До неё основным партнером «СТС Медиа» по фильмам была компания Yellow, Black & White (YBW), но в конце 2017 года она перешла в конкурирующий холдинг «Газпром-медиа». В июне того же года «СТС Медиа» совместно с НМГ объявили о создании единой онлайн-платформы для дистрибуции видео-контента more.tv, сервис заработал в сентябре 2019 года на базе портала Videomore.ru. Другой совместный проект с «НМГ», который проходит с 2018 года, — международный творческий конкурс для молодых талантов «Питч Лаб», в котором могут участвовать авторы-дебютанты без фильмографии, а лучшие работы показывают в эфире телеканалов НМГ и на цифровых платформах «СТС Медиа».
В 2019 году депутаты Госдумы внесли на обсуждение проект закона о создании общероссийской системы интернет-трансляций. Подобный проект под названием «Витрина ТВ» с осени 2017 года развивают четыре ведущих телевизионных холдинга — «СТС Медиа» (холдинг владел 25 % акций проекта с марта 2018, а в марте 2022-го продал свою долю платформы «ГПМ»), «Первый канал», ВГТРК и НМГ: 15 и 22-х каналов этого проекта входят в 1-й и 2-й мультиплексы соответственно. В апреле 2022 года Роскомнадзор назначил «Витрину ТВ» единым сервисом для трансляции ТВ-каналов в интернете на пять лет.
Проекты «СТС Медиа» участвуют в международных кинорынках MIPTV и «Марше дю фильм», в российском рынке онлайн-контента «Key Buyers Event: Digital Edition» (в качестве генерального партнёра). В начале 2021 года Роскомнадзор продлил действие антипиратского меморандума, обязывающий поисковики удалять из выдачи ссылки на пиратские ресурсы во внесудебном порядке, «СТС Медиа» находится в числе подписантов со стороны правообладателей.

## Финансовые показатели
Последний раз холдинг публиковал финансовые показатели по итогам 2015 года, на тот момент выручка составляла 21,5 млрд рублей. Более 90 % доходов компании приносила телереклама. В конце 2014 года рынок телерекламы ушёл в минус вслед за ухудшающейся экономической ситуацией в стране, на рентабельность «СТС Медиа» повлиял закон об ограничении иностранной доли в СМИ, когда владельцы были вынуждены срочно продать часть бизнеса. Доходы «СТС Медиа» в 2015 году падали быстрее, чем рынок в целом, в том числе из-за снижения аудитории — холдинг заработал на четверть меньше. В 2015-м холдинг отмечал, что операционная прибыль упала сразу в 34 раза, в 2016-м известно только, что EBITDA выросла больше чем в три раза. Перезапуск каналов помог поднять выручку на 20 %. В 2017-м рост выручки составил 12,8 %. В 2018 году выручка юридического лица АО «СТС», на которое оформлен бизнес каналов «СТС», «CTC Love», «CTC Kids» и «Домашний», равнялась 25 млрд рублей, в 2020-м показатель снизился до 19,9 млрд.

## Руководство холдинга

### Генеральный директор
- Питер Герви (1989—2000)
- Роберт Кларк (2000—2004)
- Александр Роднянский (2004—2008)
- Антон Кудряшов (2008—2011)
- Борис Подольский (2011—2013)[59][60]
- Юлиана Слащёва (2013[61]—2016[60])[62]
- Вячеслав Муругов (30 мая 2016 — 22 ноября 2022)[63][64]
- Александр Акопов (с 23 ноября 2022 года)

### Финансовый директор
- Брюс Баттервик (1996—2000)
- Тейт Файт (2000—2004)
- Нилеш Лакхани (2004—2007)
- Борис Подольский (2007—2012)
- Николай Суриков (2012—2015)
- Станислав Площенко (2015—2016)
- Павел Садчиков (с 2016)

### Упразднённые должности
Генеральные продюсеры
- Вячеслав Муругов (2008—2014)
- Лика Бланк (2015[65]—2016[66])

Исполнительные продюсеры
- Эдуард Илоян (2008—2011)[67]
- Руслан Сорокин (2014—2015)[68]

## Активы
Телеканалы
- «СТС»
- «Домашний»
- «Че»
- «СТС Love»
- «СТС Kids»
- «СТС International»
- «Домашний International»
- «Перец International»

Цифровые развлекательные медиаактивы
- domashniy.ru

Контент и кинопроизводство
- Студия «Водород» (25 %)
- Art Pictures Distribution (49 %) — специализированная компания по закупке и монетизации библиотеки прав на контент

Сейлз-хаус
- Эверест (49 %)[69]

## Собственное производство
Телепередачи, сериалы для телеканалов и цифровых платформ, полнометражные игровые и анимационные фильмы, созданные с помощью собственных студий в разное время работы холдинга.

| - «Папины дочки» (4—18 сезоны) - «Ранетки» - «Я лечу» - «6 кадров» (3—6 сезоны) - «Кремлёвские курсанты» - «Слава Богу, ты пришёл!» (3—4 сезоны) - «Маргоша» («МарГ♂ш♀») - «Стройбатя» (сериал) - «Новости» (сериал) - «Физика или химия» - «Задорный день» (концерты Михаила Задорнова) - «СТС зажигает суперзвезду!» (музыкальный конкурс) - «Звонок» (реалити-шоу) - «Вне закона» (детективный сериал, 2008—2009) - «Детские шалости» - «Всё под контролем» - «Не может быть!» (телепередача) - «Хочу верить!» (телепередача) - «Война» (телепередача) - «Судиться по-русски» (телепередача) - «Большой город» - «Еда с Алексеем Зиминым» (телепередача, 2010—2011) - «История российского шоу-бизнеса» - «Суть вещей» (телепередача) - «Волшебное Диноутро» (телепередача) - «Соседи» (документальный сериал) - «Моя семья против всех» (телеигра) - «История российского юмора» - «Лёд» - «Вторжение» - «Лёд 2» - «Спутник» - «Рашн Юг» - «Ника» | - «Жги!» (шоу талантов, не вышло в эфир) - «Будь мужиком!» (телепередача) - «Без башни» (телепередача) - «Моя семья против всех» (телеигра) - «Королева шоппинга» (телепередача) - «Кулинарное чтиво» (телепередача) - «Джентльмены на даче» (реалити-шоу, 2—3 сезоны) - «Уйти от родителей» (телепередача) - «Свидание со вкусом» (телепередача) - «Так говорят женщины» (телепередача) - «Животный смех» (телепередача) - «Красота на заказ» (3 сезон) - «6 кадров» (7—8 сезоны) - «Дом мечты» (телепередача) - «Дети знают толк» (телепередача) - «Завтраки мира» (телепередача) - «Креативный класс» (телепередача) - «Весёлое Диноутро» (телепередача) - «Красивые и счастливые» (телепередача) - «Друзья по кухне» (телепередача) - «Своя правда» (документальное шоу) - «ЗАГС» (сериал) - «Супер Макс» (сериал) - «Осторожно: дети!» - «МастерШеф» (реалити-шоу, 1 сезон) - «Семейный бизнес» (сериал, 1 сезон) - «Колыбель над бездной» (сериал) |

### Другие проекты
| - «Папины дочки. Новые» - «Молодёжка» - «Кухня» - «Кухня. Война за отель» - «Отель „Элеон“» - «Восьмидесятые» - «Воронины» - 90-е. Весело и громко" - «Психологиня» - «Модный синдикат» (сериал) - «Семейка» (сериал) - «Братья» (сериал) - «Сёстры» (сериал) - «Жена олигарха» - «Миша портит всё» - «Корни» (сериал) - «Ивановы-Ивановы» - «Родком» - «#СеняФедя» - «Дылды» - «Готовы на всё» (сериал) - «Гости из прошлого» - «Русский ниндзя» - «Форт Боярд» - «Полный Блэкаут» (реалити-шоу) - «Колледж» (реалити-шоу) - «Слава Богу, ты пришёл!» - «Дело было вечером» - «Русские не смеются» (юмористическое шоу) - «Рогов в деле» (шоу) - «ПроСТО кухня» (кулинарное шоу) - «Суперлига» (юмористическое шоу) - «Стендап Андеграунд» (юмористическое шоу) - «Детки-предки» (шоу) - «Не дрогни!» (шоу) - «Галилео» с Даней Крастером | - «Купите это немедленно» (шоу) - «Кино в деталях» - «Уральские пельмени» - «Заступницы» (реалити-шоу) - «Решала» (шоу) - «Охотники» (шоу) - «Опасные связи» (шоу) - «iТопчик» (шоу) - +100500 - «Улётное видео» (шоу) - «Дорожные войны» (шоу) - «Рюкзак» (тревел-шоу) - «СуперШеф» (кулинарное шоу) - «Идеальный ужин» - «Утилизатор» - «Вне закона» (детективный сериал) - «Остановите Витю» (шоу) - «За гранью реального» (тележурнал) - «Невероятные истории» (сериал) - «Шутники» (пранк-шоу) - «Антиколлекторы» (реалити-шоу) - «Путь Баженова: напролом» (шоу) - «Паук» (сериал) - «Очевидец с Иваном Усачёвым» (шоу) - «Женский доктор» (сериал) - «Исчезнувшая» (сериал) - «Напарницы» (сериал) - «От ненависти до любви» (сериал) - «Двойная сплошная» (сериал) - «Шоу Насти и Вовы» - «Три кота» - «Царевны» - «Лекс и Плу: Космические таксисты» - «Саранхэ» (шоу) - «Сердца за любовь» (шоу) - «Сутки на декор» (шоу) |

## Успешные детские проекты
В 2019-м на фоне успехов мультфильмов собственного производства для «СТС Kids» холдинг запустил Дирекцию анимации, её возглавила Ксения Гордиенко.
- Мультсериал и полнометражные фильмы «Три кота» (студия «Метрафильмс») — с 2017 года «СТС Медиа» продала права на показ в 170 странах, проект переведён на 29 языков и доступен в том числе на Nickelodeon и Netflix[70][71][72]. В числе наград есть ТЭФИ[73] и «Икар»[74]. На август 2022 года проект имеет более 5 млрд просмотров на YouTube[75].
- Мультсериал «Царевны» (студия «Мельница»)[76] тоже показывают зарубежом — в Польше, Латвии и Израиле[77]. На август 2022 года официальный YouTube-канал проекта имеет более 605 млн просмотров[78].
- Мультсериал «Лекс и Плу: Космические таксисты» (студия «Метрафильмс») — получил кинопремию «Икар»[79].